# 101 Dalmatian Street
101 Dalmatian Street è una serie televisiva animata britannico-canadese del 2019 prodotta da Passion Animation Studios e Atomic Cartoons e distribuita dalla Walt Disney Pictures Television Animation Distribution, basata sul classico Disney La carica dei cento e uno (a sua volta basato sul libro di Dodie Smith La carica dei 101). È la seconda produzione animata del franchising dopo La carica dei 101 - La serie del 1997.
La serie, ambientata sessant'anni dopo gli eventi del film originale, segue le avventure di una famiglia di 101 dalmata residente nel quartiere di Camden Town a Londra.
La trasmessione della serie è iniziata il 18 marzo 2019 su Disney Channel in Irlanda e Regno Unito.

## Trama
101 Dalmatian Street si basa su una grande famiglia di 99 cuccioli dalmati i cui nomi iniziano con la lettera "D". I loro genitori, Doug e Delilah (quest'ultima è una pronipote di Pongo e Peggy), spesso lasciano i due figli più grandi, Dylan e Dolly, ad occuparsi degli altri novantasette cuccioli mentre loro sono occupati con il lavoro. I dalmati vivono da soli a 101 Dalmatian Street, che si trova a Camden Town, Londra, senza supervisione umana poiché la loro proprietaria Dodie Smith, un'eccentrica miliardaria, ha lasciato loro la sua casa ed è andata a vivere su un'isola.

## Episodi
| Stagione       | Episodi | Prima TV UK | Prima TV Italia |
| -------------- | ------- | ----------- | --------------- |
| Prima stagione | 52      | 2019-2020   | 2019-2020       |

## Personaggi e doppiatori
- Dylan, doppiato in originale da Josh Brener e in italiano da Alessio De Filippis (ep. 1x01-1x03) e da Daniele Raffaeli (ep. 1x04-1x26).[2]
È il più grande della casa con Dolly ed è responsabile e maturo. Vuole essere il primo cane ad andare su Marte. Si scopre che è innamorato di Summer.
- Dolly, doppiata in originale da Michaela Dietz e in italiano da Monica Bertolotti.[2]
È una cucciola coraggiosa e immatura, l'esatto contrario di Dylan. Adora giocare con i suoi fratelli e sorelle.
- Doug, doppiato in originale da Rhashan Stone e in italiano da Massimo De Ambrosis.[2]
È il papà dei cuccioli e fa il vigile del fuoco. Si preoccupa sempre per i suoi figli.
- Delilah, doppiata in originale da Ella Kenion e in italiano da Gilberta Crispino.[2]
È la mamma dei cuccioli e fa la dottoressa. È sempre pronta ad aiutare i suoi figli.
- Dizzy, doppiata da Nefeli Karakosta e in italiano da Anita Ferraro.[2]
È una cucciola che con Dee Dee è l'aiutante di Dolly. Ha tante macchie sul viso tanto da formare degli occhialini da vista. D
- Dee Dee, doppiata in originale da Florrie Wilkinson e in italiano da Carolina Gusev.[2]
È una cucciola che con Dizzy è l'aiutante di Dolly. Ha una lunga striscia lungo il viso.
- Dawkins, doppiato in originale da Rhys Isaac-Jones e in italiano da Mattia Moresco (ep. 1x01-1x03) e da Alessio Puccio (ep. 1x04-1x26).[2]
È un nerd aiutante di Dylan. È il meno sensibile dei cuccioli.
- Diesel, doppiato in originale da Bert Davis e in italiano da Leonardo Cococcia.[2]
È un cucciolo tonto che adora scavare.
- Dante, doppiato in originale da Kyle Soller e in italiano da Daniele Raffaeli (ep. 1x01-1x04) e da Daniele Giuliani (ep. 1x04-1x26).[2]
È un cucciolo nero paranoico che pensa sempre alla fine del mondo. È il più pessimista dei cuccioli. Adora tutto ciò che è dark e gotico. Anche se può sembrare egoista, tenta sempre di proteggere la sua famiglia da ogni pericolo, specialmente Dylan, anche se quest'ultimo all'inizio non lo ascolta, ma poi si ricrede sempre e, quando succede Dante gli dice sempre "Te l'avevo detto!".
- Destiny e Dèjà Vu, doppiate in originale da Lauren Donzis e in italiano da Sara Vidale (Destiny) e da Eloisa Brusa (Dèjà Vu).[2]
Sono delle cucciole che con Dallas formano le  Tripla D. Destiny è la leader del gruppo e si preoccupa di tutto quel che succede nel mondo, Dèjà Vu ha un mondo tutto suo e copia tutto quello che fanno le sue sorelle.
- Dallas, doppiata in originale Abigail Zoe Lewis e in italiano da Veronica Cuscusa.[2]
È una cucciola che con Destiny e Dèjà Vu forma le "Tripla D". È la più vanitosa del gruppo e adora essere coccolata.
- Delgado, doppiato in originale da Jack Binstead e in italiano da Tito Marteddu.[2]
È un cucciolo che non ha due zampe, per questo va in giro con una sedia a rotelle ed è velocissimo.
- D.J., doppiato in originale da Maxwell Apple e in italiano da Valeriano Corini.[2]
È un cucciolo amante della musica. Indossa le cuffie e sa suonare qualsiasi strumento. È
- Deepak, è un cucciolo che fa yoga per stare calmo. Ha il simbolo dello yin-yang sulla faccia. Si tratta del membro più stressato, agitato e pignolo dell’intera famiglia. Nonostante questi difetti, è anche uno dei più dolci, teneri, adorabili e sensibili dell’intera cucciolata. Doppiato in originale da Nikhil Parmar e in italiano da Francesco Ferri.[2]
- Da Vinci, doppiata in originale da Akiya Henry e in italiano da Corini (ep. 1x01-1x03) e da Silvia Barone (ep. 1x06-1x26).[2]
È una cucciola di dalmata artista di strada, una sognatrice dal cuore d'oro. Dolce, gentile e coscienziosa è sempre pronta ad aiutare chi ne ha bisogno. Esprime se stessa con l'arte, che considera meravigliosa.
- Dorothy, doppiata in originale da Margot Powell e in italiano da Veronica Cuscusa.[2]
È la più piccola di tutti. È dolce e non ha ancora una macchia. Adora la neve.
- Dimitri 1,2,3, è un trio di cuccioli dalmata con lo stesso nome. Si distinguono grazie sia ai numeri che hanno attaccati alle loro collane sia per alcuni dettagli del corpo. Amano fare scherzi e finiscono spesso nei guai.
- Summer, è una cagnolina incontrata in vacanza è di razza Australian Sherped.
- Spike, è un cane incontrato in vacanza è di razza pastore tedesco
- Roxy, è la migliore amica di dolly.
- Hansel, è un huski. Dolly ha una cotta per lui.
- Palla di neve, è una cagnolina che sembra proprio una palla.
- Crudelia De Mon, è la celebre antagonista dei dalmati, ha quasi 90 anni e ha perso i capelli (che nasconde sotto una parrucca con la famosa tonalità bicolore), ma conserva ancora la sua vanità e il suo carattere iroso e feroce, oltre a non risentire fisicamente della propria età. Nasconde il suo invecchiamento con uno spray speciale, di colore verde.
- Hunter De Mon, è il nipote di Crudelia De Mon, che la assiste nel suo piano di rapire i cuccioli dalmata per farne una pelliccia.

## Colonna sonora

### Sigle
Queste sono le versioni della sigla iniziale e quella finale per la serie animata:
Originale
- I got my pups with me, interpretata da Kathryn D. Rende;
- It's a dog's life, interpretata da Celica Gray.

Nell'edizione in lingua italiana, le due canzoni sono state tradotte e reinterpretate: 
- Centouno Dalmatian Street (versione italiana di I got my puppies with me), interpretata da Cristina D'Avena[3].
- Vita da cani in via Dalmata (versione italiana di It's a dog's life), interpretata da Ilaria De Rosa e Gabriella Scalise.

## Distribuzione
Inizialmente l'uscita della serie era prevista durante il 2018, ma in seguito è stata posticipata. Un'anteprima dei primi due episodi della serie è stata trasmessa sulla versione di Regno Unito e Irlanda di Disney Channel il 14 dicembre 2018. La versione tedesca dello stesso canale ha fatto lo stesso il giorno successivo, seguita poi dalle altre versioni europee (in Italia la première è avvenuta il 23 dello stesso mese).
La messa in onda regolare è iniziata il 18 marzo 2019 nel Regno Unito, in Irlanda e in Italia (quest'ultima in simulcast con Disney Channel e Disney Junior), seguiti poi dagli altri paesi fra cui l'Africa (1º aprile 2019), Australia e Nuova Zelanda (1º giugno 2019 su Disney Junior). In Italia la trasmissione in chiaro è avvenuta il 18 novembre 2019 su Rai Gulp.
A partire dal 28 febbraio 2020 la serie è stata resa su Disney+ in Stati Uniti e Canada e successivamente anche negli altri paesi.